# Георги Караджовски
Георги Караджовски (на македонска литературна норма: Ѓорѓи Караџовски) е дърворезбар от Социалистическа република Македония.

## Биография
Георги Караджовски е роден в 1916 година в Охрид, тогава анексиран от Царство България по време на Първата световна война. След войната, вече в Югославия завършва художествено дърворезбарско училище в Охрид. В 1937 година се заселва в Битоля, където първото негово дело е иконостасът за гробищната църква „Св. св. Петър и Павел“. След това Караджовски е автор на иконостасите за храмовете „Свети Йоан“ (1938), „Св. св. Константин и Елена в Лавци“ (1940), „Свети Димитър“ в Дихово (1942 - 1943), обновената възрожденска църква „Успение Богородично“ в Чайниче, Сърбия (1958 - 1960), „Свети Наум Охридски“ в Битоля (1960), сръбската катедрала „Свети Сава“ в Ню Йорк (1962), сръбската „Свети Николай“ в Джонстън, Пенсилвания (1964), македонската църква „Свети Николай“ в Уиндзор, Онтарио (1967 - 1968), „Свети Архангел Михаил“ в Буково (1982 - 1984). В 1944 година прав владишкия стол и шест други стола за църквата „Света Богородица“ в Битоля. Негово дело са певницата и олтарната маса в католическата катедрала в Битоля „Пресвето сърце Исусово“, владишкият трон в „Свети Атанасий“ в Богданци, заветна статуя на Света Богородица от мрамор в Митровица и певницата и тронът в Сопочани.
Умира в 1989 година в Битоля.